# Shikaoi
Shikaoi (japanska: 鹿追町?, Shikaoi-chō) är en landskommun (köping) i Hokkaido prefektur i Japan. 